# ديفيد هاروود
ديفيد هاروود (بالإنجليزية: David Harewood)‏ هو ممثل بريطاني، ولد في 8 ديسمبر 1965 في المملكة المتحدة.

## أعمال

### أفلام
- (2004) تاجر البندقية
- (2006) الألماس الدموي[5]
- (2016) حمى التوليب[6]
- (2016) غريمسبي[7]

### مسلسلات
- أرض الوطن

## وصلات خارجية
- ديفيد هاروود على موقع IMDb (الإنجليزية)
- ديفيد هاروود على موقع روتن توميتوز (الإنجليزية)
- ديفيد هاروود على موقع ألو سيني (الفرنسية)
- ديفيد هاروود على موقع ميوزك برينز (الإنجليزية)
- ديفيد هاروود على موقع أول موفي (الإنجليزية)
- ديفيد هاروود على موقع قاعدة بيانات الأفلام السويدية (السويدية)
- ديفيد هاروود على موقع ديسكوغز (الإنجليزية)
- ديفيد هاروود على موقع قاعدة بيانات الفيلم (الإنجليزية)
- ديفيد هاروود على موقع كينوبويسك (الروسية)